# Ghiacciaio Musala

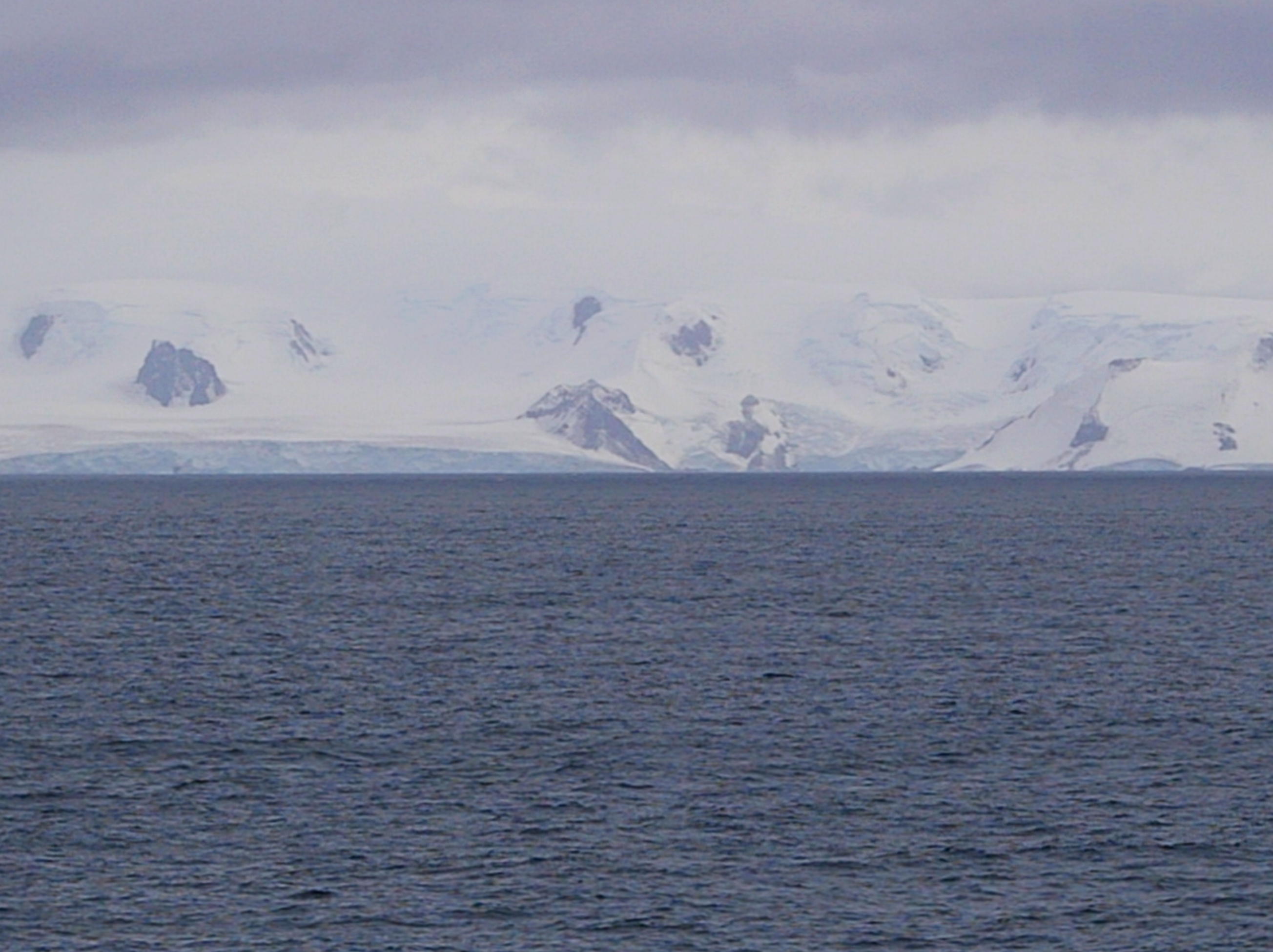
Il ghiacciaio Musala, a sinistra, visto dallo stretto di Bransfield.

Il ghiacciaio Musala è un ghiacciaio lungo circa 3,2 km e largo circa 2, situato sull'isola Greenwich, nelle isole Shetland Meridionali, un arcipelago antartico situato poco a nord della Penisola Antartica. Il ghiacciaio si trova in particolare sulla costa orientale dell'isola, dove fluisce verso est a partire dal versante orientale delle cime Breznik, scorrendo tra il picco St Kiprian, a sud, e la cresta Ilarion, a nord, fino a entrare nello stretto di Bransfield.

## Storia
In seguito alla spedizione Tangra 2004/05, il  ghiacciaio Musala è stato così battezzato nel 2005 dalla commissione bulgara per i toponimi antartici in associazione con il monte Mussala, la vetta più elevata del massiccio del Rila, un complesso montuoso situato nella Bulgaria sudoccidentale, nonché il monte più alto del Paese e dell'intera penisola balcanica.